# Trzęsienie ziemi w Chile (1868)

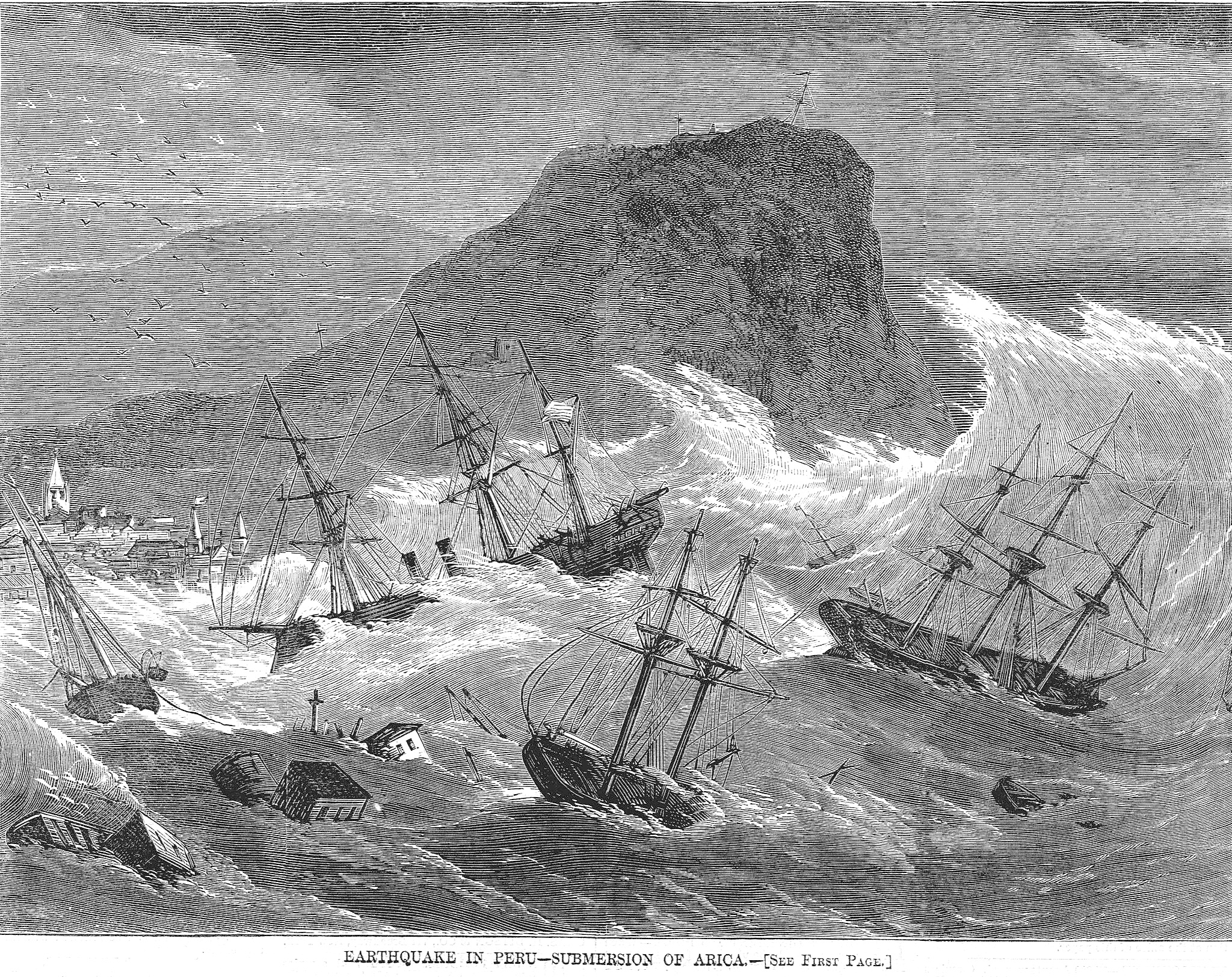
Trzęsienie ziemi w Arice, 1868, autor nieznany

Trzęsienie ziemi w Chile (1868) – trzęsienie ziemi, do którego doszło w 1868 roku w pobliżu miasta Arica. W wyniku kataklizmu zginęło ok. 25 tys. osób.

## Trzęsienie ziemi
W dniu 13 sierpnia 1868 roku o godz. 2130 w pobliżu Arica doszło do trzęsienia ziemi o sile 8,5 w skali Richtera. Trzęsienie ziemi było odczuwalne również w miastach Tacna, Moquegua, Mollendo, Iquique i Arequipa. Na skutek kataklizmu zginęło ok. 25 tys. osób.
Tsunami spowodowało szkody na Hawajach.